# Turpinia indochinensis
Turpinia indochinensis är en pimpernötsväxtart som beskrevs av Merrill. Turpinia indochinensis ingår i släktet Turpinia och familjen pimpernötsväxter. Inga underarter finns listade i Catalogue of Life.